# Moussey, Moselle
Moussey är en kommun i departementet Moselle i regionen Grand Est (tidigare regionen Lorraine) i nordöstra Frankrike. Kommunen ligger i kantonen Réchicourt-le-Château som tillhör arrondissementet Sarrebourg. År 2022 hade Moussey 567 invånare.

## Befolkningsutveckling
Antalet invånare i kommunen Moussey
| Referens: INSEE |